# Чапаев (фильм)
«Чапаев» — советский художественный фильм 1934 года. Главным действующим лицом картины является легендарный красноармейский военачальник Василий Иванович Чапаев (1887—1919).
На I Московском кинофестивале 1935 года, председателем жюри которого был режиссёр Сергей Эйзенштейн, создатели «Чапаева» получили первую премию.

## Сюжет
Начальник дивизии Чапаев и его бойцы отбивают у чехов мост, ведущий на хутор. На мосту к Чапаеву подходит комиссар Фурманов, приведший отряд ткачей-добровольцев, среди которых была в будущем храбрая пулемётчица Анка. На хуторе командиры в соответствии с приказом М. В. Фрунзе разрабатывают план наступления на станицу Аламихинскую. В занятой станице Чапаев объясняет на картофелинах своему заместителю комбригу Еланю, раненому в руку, действия командира во время боя. Ординарец Чапаева Петька обучает Анку стрельбе из пулемёта.
Полковник Бороздин и белый поручик обсуждают в вагоне поезда опасность личности Чапаева («бывшего фельдфебеля») и превратности времени. Казак Петрович приходит к полковнику с просьбой отменить расстрел брату-перебежчику, Бороздин заменяет расстрел на «телесное наказание».
В это время у красных фельдшер с помощником приходят жаловаться комиссару на Чапаева, который требует экзаменовать коновала «на доктора» и выдать соответствующий документ. Комиссар объясняет Чапаеву, что выполнить его приказ невозможно. Происходит столкновение Чапаева с Фурмановым по поводу старшинства командования в дивизии. Фурманов арестовывает командира взвода Жихарева за грабежи, устроенные его бойцами, и требует вернуть награбленное. Приходит Чапаев и спорит с комиссаром о том, кто является начальником дивизии и должен отдавать приказы об аресте. Приказ, отданный Фурмановым от лица Чапаева, исполняется, и награбленное возвращают крестьянам. Делегация крестьян приходит поблагодарить Чапаева «от обчества». Чапаев собирает митинг, на котором предупреждает бойцов, что за грабежи будет расстреливать лично. Во время митинга крестьяне задают Чапаеву вопрос: «Вы за большевиков али за коммунистов?». Чапаев уходит от ответа, заявляя, что он «за Интернационал». При этом Фурманов сообщает Чапаеву о созданном Лениным Коммунистическом Интернационале.
Петька экзаменует Анку по сборке и разборке пулемёта. Между персонажами возникают чувства. Петька уходит в разведку к белым за «языком». На реке он встречает удящего рыбу казака Петровича, брат которого Митька по приказу полковника Бороздина наказан шомполами и умирает. Петрович объясняет, что он исполняет предсмертное желание брата поесть ухи. Петька сжалился над ним и отпустил, за что Чапаев грозит отдать его под трибунал. Петрович ненавидит Бороздина из-за смерти брата и сдаётся в плен красноармейцам. Чапаев разрабатывает план действий, сетуя на недостаток патронов и людей.
Накануне атаки Чапаев узнаёт, что в результате «бузы» убит командир кавалерийского эскадрона Жуков. Чапаев в одиночку усмиряет бунт и берёт командование эскадроном на себя. Наступает офицерский полк, красноармейцы открывают по ним огонь. Психическая атака заставляет часть неопытных бойцов покинуть позиции, но комиссар возвращает их. Анка отражает атаку метким пулемётным огнём, но у неё кончаются патроны и в этот момент на позиции красных с гиканьем и свистом налетает казачья конница. Наступает критический момент; кажется, что красным конец, но тут наперерез казакам карьером с шашками наголо выносится кавалерийский эскадрон во главе с Чапаевым. Казаки не принимают боя и бегут. Красноармейцы захватывают каппелевский штаб.
Фурманов отозван в Москву, а ему на смену приезжает на автомобиле новый комиссар Седов. Полковник Бороздин предлагает командующему фронтом дерзкий план рейда на Лбищенск, где находится штаб дивизии Чапаева, и вызывается возглавить нападение. Глубокой ночью казаки врываются в город и наносят сокрушительный удар по красным. Чапаев отстреливается от белых из пулемёта на чердаке дома. Анка уезжает за помощью к командиру бригады Еланю. Петька забрасывает ручными гранатами белогвардейский броневик, но затем белогвардейцы подкатывают к дому артиллерийское орудие, Петьке и раненому Чапаеву приходится отступать.
Анка прибывает к Еланю, тот поднимает дивизию. Чапаев и его товарищи бросаются в воды Урала. Казаки с крутого берега обстреливают красных, Петька погибает на берегу, прикрывая Чапаева. Чапаев и его люди один за другим тонут, сражённые пулемётными очередями. Прибывшая дивизия красных обрушивается на белых, и те отступают. Спрятавшийся в сене крестьянин убивает полковника Бороздина.

## В ролях
- Борис Бабочкин — Василий Иванович Чапаев, начальник дивизии
- Борис Блинов — Дмитрий Андреевич Фурманов, комиссар
- Варвара Мясникова — Анка-пулемётчица
- Леонид Кмит — Петька, ординарец Чапаева
- Илларион Певцов — Сергей Николаевич Бороздин, белый полковник
- Степан Шкурат — Петрович Потапов, казак, денщик Бороздина
- Вячеслав Волков — комбриг Елань
- Николай Симонов — комвзвода Жихарев
- Елена Волынцева — крестьянка
- Борис Чирков — крестьянин
- Сергей Васильев — поручик
- Георгий Жжёнов — Терёша, ординарец Фурманова
- Михаил Ростовцев — ветврач
- Андрей Апсолон — красноармеец
- Степан Крылов — красноармеец
- Георгий Васильев — офицер с папиросой
- Виктор Яблонский — казак-пластун (нет в титрах)
- Эмиль Галь — ветфельдшер (нет в титрах)
- Константин Назаренко — партизан-бузотёр (нет в титрах)
- Павел Лешков — собеседник Бороздина (нет в титрах)
- Владимир Сладкопевцев — генерал (нет в титрах)

## Музыка фильма
- По морям — по волнам (поёт Чапаев)
- Лунная соната Бетховена (исполняет на рояле полковник Бороздин)
- Чёрный ворон (поёт Чапаев)
- Ревела буря (поёт Петька)

## История создания

### Сценарий
Летом 1932 года братьям Васильевым было предложено снять фильм по сценарию «Чапаев», написанному Анной Фурмановой при участии В. Трофимова. Снять фильм о начдиве мечтал покойный супруг Анны Никитичны, писатель Дмитрий Фурманов, служивший комиссаром в 25-й дивизии в 1919 году и написавший в 1921 году роман о начдиве. Сергею и Георгию Васильевым рукопись сценария не понравилась категорически — он был написан людьми, далёкими от кинематографа, плакатно и дидактично. Но первооснова сценария увлекла их. Оба режиссёра знали о Гражданской войне не понаслышке, Сергею Васильеву в ходе её довелось командовать эскадроном. Васильевы взялись за изучение документов в архивах и в Музее Красной Армии, нашли и расспросили сотни бывших бойцов и командиров чапаевской дивизии в Москве, Ленинграде, Саратове. В Уральске и бывшем Лбищенске они побеседовали с участниками боёв на противоположной стороне — казаками белой Уральской армии. Одним из главных консультантов фильма стал соратник Чапаева, принявший командование 25-й дивизией после его смерти, комбриг Иван Кутяков. Как писали Васильевы позднее: «Несколько месяцев ушло на изучение и обработку всей массы материалов. И лишь после того, как мы почувствовали, что уже персонально знаем и крепко любим наших будущих героев, только тогда мы приступили к сценарию».
Васильевы критически оценивали все фильмы-предшественники по тематике Гражданской войны. На их взгляд, большинство из них либо страдало излишним натурализмом, либо за батальными сценами терялись живые герои — «стрельба ради стрельбы, дым и грохот… Пулемёты стреляли — люди безмолвствовали». Васильевы же хотели соединить эпическую легендарность участников Гражданской войны с реалистичностью их человеческих образов. Они настойчиво пытались отсеять среди легенд и мифов, которыми успел обрасти образ Чапаева в народной памяти, простые, обыденные, бытовые штрихи, которые оживили бы его образ для будущих зрителей. В ходе работы над историческими материалами Васильевы подготовили три варианта сценария: первый сохранился в рукописных тетрадях; второй был готов к началу 1933 года в виде машинописного экземпляра; третий вариант, под названием «Чапай», был датирован 1 июня 1933 года и стал первым произведением кинодраматургии, напечатанным в толстом литературном журнале («Литературный современник» № 9 за 1933 год). В ходе работы количество сцен будущего фильма росло от 57 в первом варианте, до 70 — во втором и 76 — в третьем. Варианты сценария свидетельствуют о борьбе желания вместить в сценарий множество ярких эпизодов, почерпнутых в ходе их изысканий и из бесед с соратниками Чапаева и его противниками, со стараниями сконцентрировать исторический материал, требованиями отбросить всё менее ценное, что не вписывалось во временные ограничения. В итоговом режиссёрском сценарии были оставлены 66 сцен, из которых лишь 57 вошли в фильм.
Из этих 57 сцен в фильме лишь четыре остались от изначального сценария, тоже в свою очередь изрядно переработанные — сцена с ветеринарами, речь Чапаева на митинге, сцены нападения на Лбищенск и гибель начдива в водах Урала. Остальные 53 сцены были написаны Васильевами заново. Были творчески переработаны воспоминания Фурманова о встречах с местными жителями, отсюда родился рассказ крестьянина-бородача о «карусели» красных и белых, и тех, и других грабивших крестьян. Из романа были взяты несколько строк об атаке офицерских батальонов, превратившихся в самую знаменитую батальную сцену советского кино. При этом в оригинальном тексте Фурманова белые приближались бесшумно, стремясь на рассвете захватить красноармейцев врасплох. В сценарии офицеры маршируют под барабанную дробь, не обращая внимания на павших товарищей. Реальный Чапаев в тот день был ранен в голову и не принимал непосредственного участия в бое, в сценарии он возглавляет конную атаку, решившую исход сражения. В сцене подготовки к этому бою ночью накануне Васильевы предпочли взять исходную запись разговора с начдивом в дневниках Фурманова, где Чапаев сравнивал себя с Наполеоном и готов был справиться и с армией, и с фронтом, а не переработанную эту сцену из романа и сценария.
Васильевы поставили себе задачу преодолеть очерково-документальный характер имевшегося оригинального материала, оставляя из него самые выразительные эпизоды, как чаепитие после боя или песни на отдыхе. При этом они расширяют, дополняют отдельные незначительные эпизоды, раскрывая характер своих героев. В своей книге Васильевы вспоминали:

В кино, как и в любой области искусства, очень важны деталь, намёк… Фурманов вскользь упоминает о том, что Чапаев, браня раненого Кутякова, говорил — дурак, не знаешь места командира в бою. Этого было достаточно, чтобы создать сцену, в которой Чапаев, оперируя картошкой, трубкой и папиросами, даёт урок тактики своему соратнику.— С. и Г. Васильевы. "Чапаев Фурманова и "Чапаев" на экране". — "Литературная газета", 15 января 1935 г.
Один из эпизодов будущего фильма был целиком заимствован из книги Джона Рида о Мексиканской революции. Часовой, заслышав шорох в кустах, стреляет по ним, не пытаясь спросить пароля, оправдываясь перед комиссаром впоследствии: «Какая разница, ведь всё равно не попал». Восставшие малограмотные неопытные крестьяне в Мексике и России имели схожие черты и эпизод этот придал сочную краску фильму. Ещё одна сцена была творчески переработана из нравившегося Васильевым немого фильма Джеймса Круза. Герой ленты, изначально трусоватый, следует приказу «Садитесь!» в первых эпизодах. Обретая смелость по ходу картины, он уже сам использует эту фразу по отношению к своим бывшим обидчикам. В сценарии Васильевых в ходе горячей ссоры Фурманов упрекает Чапаева за его внешний вид. Затем уже сам Чапаев, признавший справедливость комиссара, повторяет замечание о «затрапезном виде» своему ординарцу Петьке.

### Образы главных героев и подбор актёров

#### Чапаев
При работе над образом Чапаева перед Васильевыми встала проблема — как представить реально жившего человека, но не ограничить себя в попытке представить в его лице целое поколение самородков из народа, которым революция и гражданская война дала шанс заявить о себе в полную силу:

Не желая копировать Чапаева, не желая давать его фотографически, мы воссоздали его, потому что образ соединил в себе все типические черты, которые неотъемлемо должны были быть присущи Чапаеву… Отказавшись от узкой биографичности, мы ходом всего художественного процесса были приведены к наиболее полному воссозданию действительного облика Чапаева.— С. и Г. Васильевы. "Чапаев". О фильме". — 1936 г.
Одним из главных художественных приёмов в палитре работы над образом начдива стал контраст между плакатным, возвышенным, легендарным образом былинного героя в батальных сценах и подчёркнуто будничным, простым, и даже простоватым, образом Чапаева в сценах после боя. Герой Васильевых ломает сложившиеся на тот момент каноны, поступает не так, как можно было ожидать. Все его поступки выходят за рамки шаблонов, он абсолютно индивидуален, он не соответствует представлениям о положительном герое и этим вызывает интерес и сочувствие. Васильевы представляли себе противоречивость фигуры выходца из крестьянской среды — с присущими чертами анархизма, стихийности, протеста против рабского прошлого. Чапаев, вынесенный волной перемен в вожаки, должен был обладать могучей верой в свои собственные силы и возможности, но это должно было сопровождаться самомнением и самонадеянностью: «Я Чапаев! А ты… Кто ты такой?! Кто тебя сюда прислал?!»
Васильевы упорно перебирали множество вариантов сценарных решений, чтобы достичь определённости и целостности характера героя. Эти краски заиграют с первых кадров картины. Первое появление Чапаева в кадре стремительно и экспрессивно, парой слов он останавливает бегущих бойцов и увлекает их за собой. Далее следует знаменитый плакатный эпизод: ординарец Петька, слившийся с пулемётом, ведёт огонь, а начдив в заломленной папахе руководит боем. Эти кадры навсегда стали визитной карточкой фильма и на долгие годы — всего советского кинематографа. Но уже в следующих кадрах Чапаев будничен и прост, в сцене знакомства с комиссаром он сух и холоден. И на вопрос Фурманова, что делают искавшие брошенное в панике в реке оружие бойцы, Чапаев отрезает: «Купаются — жарко». Не преминул поддеть безграмотного в военном деле комиссара Чапаев и в следующей сцене — в ходе штабного совещания. Нарастающий конфликт между начдивом и комиссаром является главной линией развития сюжета. Сцена с ветеринарами, не желающими экзаменовать коновала, и сцена ареста за участие в грабежах боевого товарища Чапаева и осознание наступившего двоевластия в некогда принадлежащей лишь ему дивизии, становятся кульминацией развития конфликта, высшей точкой столкновения. Васильевы нашли психологически точный ход, позволивший Чапаеву сохранить лицо, с делегацией крестьян благодаривших за возвращение разграбленного имущества.
На роль Чапаева братья Васильевы хотели утвердить другого актёра, и на этот счёт существует несколько версий. Сам Бабочкин должен был сыграть Петьку, но актёр в мини-этюдах показал режиссёрам живого, чувствующего, настоящего Чапаева и убедил их в своём соответствии роли без внешнего сходства с Чапаевым.
Из воспоминаний Бориса Бабочкина:

«О том, что мне придётся играть Чапаева, я тогда и не думал. Я только уговаривал Васильевых не делать ошибки в выборе актёра на эту роль… Доказывая им негодность некоторых кандидатур, я без всякой задней мысли в качестве аргументов предъявлял Васильевым такие черты этого актёра, что они просили меня попробовать грим. Я надел шапку и наклеил усы…»

«Чапаевым» могли бы стать:
- Николай Баталов — отказался от роли. Официальная версия — из-за большой занятости, неофициальная — ему надоело сниматься в фильмах на тему Гражданской войны.
- Василий Ванин — первоначально был утверждён на роль Чапаева.

#### Петька
На роль Петьки сначала был приглашён Яков Гудкин, но после начала съёмок стало понятно, что он не подходит на эту роль.

### Альтернативные финалы
Братья Васильевы, опасаясь слишком пессимистичного финала фильма, сняли ещё два варианта концовки.
1. По Лбищенску маршируют войска красных. Раненые Анка и Петька проезжают мимо, на их лицах радость, за кадром звучат слова Чапаева: «Счастливые, говорю, вы с Петькой. Молодые. Вся жизнь впереди».
2. Снимался на родине Сталина, в городе Гори. В кадре — красивый яблоневый сад, в котором Анка играет с детьми. К ним подходит Петька, он уже возглавляет стрелковую дивизию. За кадром голос Чапаева: «Вот поженитесь, работать вместе будете. Война кончится, великолепная будет жизнь. Знаешь, какая жизнь будет? Помирать не надо!».[источник не указан 3431 день]

## Сиквелы
Кроме альтернативных финалов, во время Великой Отечественной войны была снята агитационная короткометражная лента «Чапаев с нами». В ней Чапаев, несмотря на ранение, доплывает-таки до противоположного берега, где красноармейцы пеняют ему: «Заждались тебя тут!». После этого Василий Иванович произносит речь с призывом бить врага — немца — по его примеру.
В период правления Хрущёва был снят мультипликационный фильм «Сказ о Чапаеве»— продолжение фильма «Чапаев» (Реж. М. Цехановский и В. Цехановская; ассист. реж. Л. Ковалевская; худ.-мульт. Ф. Хитрук; авт. текста песен М. Светлов), по сюжету которого Чапаев не утонул в Урале, силы природы оживили и исцелили его: «Три степных орла принесли Чапаеву бурку; Старик дуб наградил Чапаева шашкой; рожь превратилась в великолепного коня; белки, зайцы, ужи и птицы — все встали за Чапая». Роль Чапаева озвучил Б. Бабочкин.

## Прокат

### Прокат в СССР
- 5 ноября 1934 года в ленинградском кинотеатре «Титан» состоялась премьера фильма[12].
- Афиш к новому фильму не было, только рукописные объявления, так как съёмки фильма и его монтаж были закончены всего за две недели до премьеры и афиши просто не успели подготовить.
- На утреннем сеансе зрителей в зале кинотеатра было немного, но уже на вечерний просмотр собралась очередь, затем же фильм вызвал ажиотаж. В связи с этим его показывали одновременно во многих кинотеатрах Ленинграда на протяжении нескольких недель.
- В ленинградском кинотеатре «Сатурн» фильм шёл каждый день на протяжении двух лет[13].
- Фильм был восстановлен в 1963 году.

### Прокат за пределами СССР
Даты выхода на экран за рубежом
- 14 января 1935 — США
- 7 мая 1936 (Барселона, запрещен 17 июня) и 2 ноября 1936 (Мадрид) — Испания[14]
- 24 мая 1937 — Дания
- 1945 — Польша
- 1946 — ЧССР
- 14 марта 1946 — Германия
- 23 мая 1946 — Австрия
- 31 октября 1947 — Финляндия
- 1961 — Италия

## Восприятие
В чём же сила фильма «Чапаев»? 

Прежде всего в том, что Васильевы много и честно поработали над материалом, сумев остаться верными исторической правде и воплотить её в высокохудожественные образы. В «Чапаеве» показаны настоящие, живые люди со всеми своими слабостями и недостатками.
— Иван Семёнович Кутяков

Когда режиссёр изготовлял дрянной фильм, где обсосанные двадцатью консультантами благонамеренные герои совершали взвешенные на аптекарских весах положительные поступки, где черствые, неестественные юноши скучно ликвидировали некий прорыв и бездарно достигали своего хрестоматийного счастья, а зритель на этот фильм упорно не ходил, тогда и режиссёр, и его директор поднимали ужасный крик:

— Вот видите, не ходят на идеологические фильмы! А почему? Потому что зритель у нас невыдержанный, чуждый, ни черта не понимает в искусстве. Ему подавай Монти Бенкса.

История обычная — зритель брался киночиновниками под подозрение. Мы хорошие и талантливые, это он плохой, мещанский и недоросший.

А вот у «Чапаева» почему-то оказались замечательные зрители. Миллионы зрителей, вполне доросших, идеологически выдержанных, хорошо разбирающихся в искусстве, революционных в душе и советских во всех своих делах.
— Илья Ильф и Евгений Петров, фельетон «Безмятежная тумба» (1934)
- «Чапаевым» открылся первый советский кинофестиваль (Москва-35).
- Сталин считал «Чапаева» лучшим фильмом советской кинематографии и просмотрел его больше 30 раз между 1934 и 1936 годами[источник не указан 267 дней].
- По итогам опроса киноведов мира (1978) фильм включён в число ста лучших фильмов мирового кино[источник не указан 267 дней].
- Любимый фильм Президента РФ Владимира Путина[17].

### Призы и награды
- Первая премия «Серебряный кубок» 1-го Московского международного кинофестиваля в 1935 году.
- «Лучший фильм на иностранном языке» по версии Национального совета кинокритиков США (National Board of Review) в 1935 году.
- Гран-при Парижской Всемирной выставки в 1937 году.
- Сталинская премия I степени в 1941 году. Лауреаты премии: Г. Васильев, С. Васильев, Б. Бабочкин.
- Бронзовая медаль на кинофестивале в Венеции в 1946 году.
- Золотая медаль на третьем смотре фильмов в Лидо дельи Естензи (итал. Lido degli Estensi), посвящённого «Борьбе народов за свободу и независимость» в честь 100-летия объединения Италии в 1961 году.

### Влияние на культуру
- Под впечатлением от просмотра фильма, Осип Мандельштам написал в 1935 году два стихотворения, в которых упоминается фильм и эпизоды из него («От сырой простыни говорящая…» и «День стоял о пяти головах. Сплошные пять суток…»).
- Почта СССР, 1979 г.Фильм упоминается в поэме Самуила Маршака «Весёлое путешествие от А до Я» (1953) — «Мы видели [в кинотеатре] киножурнал, чапаевцев в бою».
- В фильме «Бриллиантовая рука» герои Папанова и Миронова пародируют Чапаева, напевая «Летят утки».
- Чапаев и Пустота.
- Также главные герои фильма, Чапаев, Петька, Анка и Фурманов стали героями серии компьютерных игр «Петька и Василий Иванович».
- О героях фильма придумано очень много анекдотов.

## Историческая точность
Братья Васильевы в своем фильме отразили ряд реальных событий из жизни Чапаева и боевого пути 25-й дивизии, произошедших в различное время, но поместили их во время боев на реке Урал, незадолго до гибели комдива.
- Возможным прототипом Анки-пулемётчицы была уроженка города Красный Кут Саратовской губернии, санитарка (по другим данным боец разведывательного взвода) 25-й стрелковой дивизии (впоследствии Чапаевской) Мария Попова.
- Именно фильм «Чапаев» доказал, что сам Чапаев родился не в Самаре, как многие предполагали, а в Будайке. В чебоксарский театр «Родина» на этот фильм случайно пришли его односельчане: Бабочкин так натурально сыграл Чапаева, что один из деревенских крикнул: «Так это ж наш Васька!».

### Мифы и заблуждения, рождённые фильмом
1. Психическая атака каппелевцев: впечатляющие кадры из фильма заставили поверить в то, что такая атака была на самом деле. Однако историки, изучавшие боевой путь частей Владимира Оскаровича Каппеля, не находят тому доказательств. Части Чапаева и Каппеля никогда в боях не встречались друг с другом — противником Волжского корпуса Каппеля в июне 1919 года была не 25-я дивизия Чапаева, а 24-я стрелковая дивизия[18]. 
Каппель мог использовать этот приём ранее, на Волге, во время командования частями Народной армии. Впоследствии, когда РККА встала на регулярную основу, такой приём, вероятно, не мог быть эффективным, а потому сомнительно, что он мог быть использован в бою. Однако эта эффектная сцена подтверждает талант режиссёра.
2. Единообразные эффектные чёрные мундиры с аксельбантами, знамя с черепом и костями — образ, рождённый пропагандой. Форма белых бойцов, показанная в фильме, была характерна не для каппелевцев, а для подразделений Марковской дивизии Добровольческой армии, действовавшей в составе Вооружённых сил Юга России. Противостоявшие Чапаеву войска, по-видимому, не имели единообразного обмундирования.Памятник В. И. Чапаеву в Самаре выдержан в стилистике фильма и воспроизводит кинематографический образ Чапаева, а не исторические реалии
3. Чапай в бурке, с шашкой, на лихом коне — такой образ закрепился в массовом сознании и в искусстве, посвящённом реальному Чапаеву, в частности в скульптуре. Чапаев «на лихом коне» не ездил, так как имел в своём распоряжении, как и другие начдивы, американский автомобиль «Форд» модели T. По мнению некоторых историков ездить верхом на коне он вообще не мог физически из-за ранения руки. Более того, реальный Чапаев (как, впрочем, и противостоявшие им «белые» из Уральской казачьей армии) использовал авиацию — 4 самолёта — для разведки и связи. Бурка так же является артефактом, добавленным кинематографистами[19].
4. Отсутствие иностранцев возле Чапаева: Чапаевская дивизия была одним из первых военных соединений на Восточном фронте РККА, при котором «для повышения наступательного порыва» были созданы заградотряды из бывших военнопленных — австро-венгров, латышей, мадьяр, китайцев, и прочих «воинов-интернационалистов». Самого Чапаева неотступно стерегли по разным данным двое[20] или четверо[21] телохранителей-венгров (а не Петька, как это показано в фильме), потому что комиссар[20] не доверял выполнение этой задачи русским (венгры отличались хорошей дисциплиной и первоклассной подготовкой[22]). Разумеется, этот факт умалчивался как в книге Фурманова, так и в фильме, и каких-либо иностранцев-охранников около кинематографического Чапаева не показано[23].
5. Гибель Чапаева: по канонической версии, порождённой книгой Фурманова, Чапаев погиб 5 сентября 1919 года около города Лбищенска (ныне село Чапаев Западно-Казахстанской области Казахстана). Обстоятельства гибели начдива описываются по-разному. Согласно данным проведённого по горячим следам расследования, раненый Чапаев утонул, пытаясь переплыть реку Урал. Эта версия была принята как официальная и стала широко известной благодаря фильму «Чапаев». Однако, по данным, установленным дочерью Чапаева в послевоенное время, смертельно раненый начдив был переправлен через реку на снятых деревянных воротах[24] своими телохранителями-венграми[20][24][25], приставленными к нему комиссаром Батуриным[20], скончался при переправе и был закопан ими вручную в песке на левом берегу. Венгры с точностью указали дочери Чапаева место погребения,[24] но местный обком КПСС не позволил ей провести раскопки ссылаясь на то, что река за несколько десятилетий поменяла русло и место погребения затоплено[21]. Могила не сохранилась[20].